# Викторин, Мориц фон
Мориц фон Викторин (нем. Mauritz von Wiktorin; 13 августа 1883, Хайнбург-ан-дер-Донау — 16 августа 1956, Нюрнберг) — австрийский и немецкий военачальник, участник Второй мировой войны, генерал от инфантерии.

## Биография
Выходец из дворянской семьи, Мориц фон Викторин получил военное образование. Службу начал в австрийском 12-м драгунском Великого Князя Николая Николаевича полку. Участвовал в Первой мировой войне, имел австро-венгерские боевые награды, кроме того, был награждён немецким Железным крестом. По окончании войны Мориц фон Викторин остался на службе в армии Первой Австрийской Республики, где занимал различные офицерские должности. В 1932 году был произведён в генерал-майоры, занимал видные управленческие посты в Министерстве обороны и Генеральном штабе, однако в 1935 году был уволен из армии за несанкционированные контакты с немецкой стороной.
После аншлюса Австрии Мориц фон Викторин был восстановлен на службе и, в чине генерал-лейтенанта, 5 июля 1938 года назначен командовать 20-й пехотной дивизией. Войска под командованием генерала приняли участие в наступлении на Польшу, в том числе в бою под Кроянтами, который известен благодаря действиям польской кавалерии. Дойдя с войсками до Бреста, куда с другой стороны подошли советские войска, Мориц фон Викторин вместе с генералом Гудерианом и советским комбригом Семёном Кривошеиным принимал парад в Бресте. И сам этот эпизод, и сделанная в тот день фотография позднее воспроизводились в десятках публикаций о роли Советского Союза на начальном этапе Второй мировой войны. Во главе той же дивизии генерал Викторин проделал поход во Францию.
20 ноября 1940 года Викторин был назначен командовать 28-м армейским корпусом. 22 июня 1941 года корпус, в составе группы армий «Север», перешёл советскую границу. Вёл бои в Литве, Латвии, под Ленинградом. В апреле 1942 Мориц фон Викторин года был снят с должности и переведён в резерв фюрера. Уже в мае 1942 года он был назначен командовать 13-м военным округом с центром в Нюрнберге, но в ноябре 1944 года был заменён генералом Карлом Вайзенбергером. После выхода в отставку Мориц фон Викторин остался проживать в Нюрнберге, где и скончался в 1956 году.

## Награды

### Австро-Венгрия
- Орден Железной Короны III класса с военным декором
- Крест «За военные заслуги» III класса с военным декором

### Германия
- Железный крест (1914) II класса (Королевство Пруссия)
- Почётный крест Первой мировой войны 1914/1918 с мечами (1934)
- Пряжка к Железному кресту (1939) II класса
- Железный Крест (1939) I класса
- Рыцарский крест Железного креста (15 августа 1940 года)